# Marcin Burkhardt
Marcin Burkhardt (Elbląg 25 de setembro de 1983) é um futebolista polaco que joga no ?.

## Títulos
Legia Warszawa
- Campeonato Polonês de Futebol (1): 2005–06
- Copa da Polônia de Futebol (1): 2008

 Jagiellonia Białystok
- Copa da Polônia de Futebol (1): 2010
- Supercopa da Polônia (1): 2010

 PFC Cherno More Varna
- Copa da Bulgária (1): 2015